# Karin Klingen
Karin Klingen (* 21. März 1966 in Bonn) ist eine deutsche Verwaltungsjuristin. Sie ist seit 2018 Präsidentin des Rechnungshofes von Berlin.

## Leben

### Studium
Nachdem Karin Klingen das Abitur 1985 in Bonn ablegte, studierte sie bis 1992 Rechtswissenschaften in Bonn und Münster und absolvierte die erste Staatsprüfung. Von 1992 bis 1995 war sie Referendarin im Landgerichtsbezirk Dortmund und absolvierte die zweite juristische Staatsprüfung. Neben ihrem Referendariat arbeitete sie von 1992 bis 1996 als Mitarbeiterin an der Universität Münster (u. a. bei Prof. Hans-Uwe Erichsen).

### Laufbahn
Nach Karin Klingens Studium trat sie 1996 in den öffentlichen Dienst ein und arbeitete zunächst als Sachgebietsleiterin im Finanzamt und Referentin in der Steuerabteilung der Finanzverwaltung des Landes Sachsen-Anhalt. Im Jahr 1999 wechselte sie in die Staatskanzlei des Landes Sachsen-Anhalt und arbeitete dort zuerst als Referentin und später als Referatsleiterin in den Bereichen Bundesrat, Ministerpräsidentenkonferenz, Kabinett, Landtag, Landesvertretung.
Nach einiger Zeit in der Staatskanzlei wurde sie von 2004 bis 2007 in das Bundesministerium der Justiz u. a. als Referentin in das Haushaltsreferat abgeordnet. Nach der Abordnung wurde sie 2007 Referatsleiterin für die Bereiche Finanz- und Haushaltsausschuss Bundestag und Bundesrat in der Vertretung des Landes Sachsen-Anhalt beim Bund. Von 2011 bis 2015 war sie dann im Amt einer Ministerialrätin Referatsleiterin, zeitweise zusätzlich kommissarische Leiterin der Abteilung „Steuern und strategische Finanzplanung“ und Leiterin der Stabstelle „Föderalismusreform, Bund-Länder-Finanzbeziehungen“ im Ministerium der Finanzen des Landes Sachsen-Anhalt.
Im Jahr 2015 wechselte sie im Amt einer Senatsdirigentin zur Berliner Senatskanzlei als Abteilungsleiterin für Zentrales und übte diese Tätigkeit bis zur Ernennung als Berliner Rechnungshofpräsidentin im Jahr 2018 aus.

### Präsidentin des Rechnungshofes von Berlin
Karin Klingen wurde am 28. Juni 2018 zur Präsidentin des Rechnungshofes von Abgeordnetenhauspräsident Ralf Wieland ernannt. Sie folgte auf Marion Claßen-Beblo, welche am 30. April 2018 das Ende ihrer Amtszeit erblickte.
Sie war an der Überarbeitung des Rechnungshofgesetzes 2020 beteiligt. Nach dieser Änderung darf die Rechnungshofpräsidentin nun den Jahresbericht des Rechnungshofes den Abgeordneten und der Öffentlichkeit in einer Plenarsitzung des Abgeordnetenhauses von Berlin vorstellen. Die Präsidentin erhält damit erstmals in der Geschichte des Berliner Rechnungshofes ein Rederecht im Parlament.